# John Levene
John Levene, wł. John Anthony Woods (ur. 24 grudnia 1941 w Salisbury) – brytyjski aktor filmowy i telewizyjny.
Występował w roli sierżanta Johna Bentona w brytyjskim serialu science-fiction pt. Doktor Who. Rolę tę odgrywał w latach 1968-1975. W latach 1967–1968 dodatkowo występował on w tym serialu jako Cyberman oraz Yeti. Łącznie Levene wystąpił w ponad 70 odcinkach tego serialu. W 1987 wrócił do roli sierżanta Bentona w filmie wydanym bezpośrednio na wideo pt. Wartime. W późniejszym czasie Levene pojawił się również w słuchowiskach Big Finish, związanych z Doktorem Who, gdzie również wcielił się w sierżanta Bentona.
Levene pojawił się w takich filmach jak: operacja Zeppelin (1971), Ciemne miejsca (1973) oraz Spirala śmierci (1973).